# Макаренко Олександр Гаврилович
Олекса́ндр Гаври́лович Макаре́нко (1882, Гадяцький повіт, Полтавщина — ?) — український політичний діяч.

## Життєпис
Народився у Гадяцькому повіті на Полтавщині. Брат Андрія Макаренка. За фахом — інженер лісового господарства. Був провідним діячем Української Народної Партії, з 1917 — Української Партії Соціалістів-Самостійників (з грудня 1917 — голова УПСС).
У 1918—1919 роках — депутат Трудового Конгресу України, один з найвпливовіших політичних діячів періоду Директорії УНР. У квітні підтримав військовий заколот отамана Володимира Оскілка у Рівному. Після придушення заколоту виїхав до Польщі. Подальша його доля невідома.